# Johann Georg Merz
Johann Georg Merz (* 8. Oktober 1761 in Herisau; † 12. Juli 1830 in ebenda; heimatberechtigt ebenda) war ein Schweizer Textilunternehmer, Gemeindepräsident und Mitglied des Kleinen Rats aus Kanton Appenzell Ausserrhoden. 

## Leben
Johann Georg Merz war ein Sohn von Bartholome Merz, Metzger und Wirt zum Schäfli, und der Anna Katharina Leugenhager. Er heiratete Anna Margreth Peter. Eine zweite Ehe ging er mit Anna Katharina Nänny ein. 
Merz absolvierte eine Rotgerberlehre in Lindau (Bayern). Nach dreijähriger Wanderschaft durch Deutschland und Holland übernahm er 1781 mit seinem Bruder den väterlichen Betrieb. Nach der Trennung vom Bruder 1782 betrieb Merz das Gasthaus zur Krone in Herisau. Diesem gliederte er einen Weinhandel an. 
1795 stieg er erfolgreich in das Textilverlagsgeschäft ein. Er war 1798 Rittmeister der Reiterei Herisau. Von 1798 bis 1799 war er Agent des Regierungsstatthalters des Kantons Säntis. In den Jahren 1799 bis 1802 versah er das Amt des Unterstatthalter des Distrikts Herisau. Von 1805 bis 1816 hatte er das Amt des Gemeindehauptmanns in Herisau inne. Von 1816 bis 1818 amtierte er als Ausserrhoder Landesfähnrich, 1818/1819 als Landesseckelmeister und in den Jahren 1819 bis 1820 als Landesstatthalter. Merz arbeitete massgeblich an der Revision des Landbuchs mit. Deren vehemente Ablehnung durch die Landsgemeinde zwang ihn 1820 zum Rücktritt.

## Werke
- Johann Georg Merz: Ich betrachte mein Leben. 1819. Manuskript im Staatsarchiv Appenzell Ausserrhoden.